# Tauffer Emil (orvos)
Tauffer Emil (Lipótvár, 1870. augusztus 19. – Budapest, Józsefváros, 1956. december 22.) orvos, kórházigazgató, a budapesti irgalmas szerzetbeli kórháznak rendelő főorvosa.

## Élete
Tauffer Emil fegyházigazgató és Törökfalvi-Török Ilona fia. Elemi és középiskolai tanulmányait Magyarországon és Horvátországban végezte, 1888-ban tett érettségi vizsgát a budapesti piarista gimnáziumban Orvosdoktori oklevelét 1893-ban a budapesti egyetemen kapta. 1892 ősze és 1895 januárja között a budapesti Kórszövettani és Bakteriológiai Intézetben dolgozott mint egyetemi tanársegéd. 3 éven keresztül tanult ösztöndíjjal Bécsben, Boroszlóban, Berlinben, Párizsban és Hamburgban, elsősorban bőrgyógyászattal foglalkozott.
Miután hazatért, 1898-99-ben a budapesti Irgalmas Rend kórházában volt bőrgyógyász főorvos, majd műtősebészi oklevelet is szerzett. 1899 végén Korompára került, ahol vasgyári főorvosként dolgozott, ezután pedig Fiumében működött mint honvédfőorvos. 1900. december 31-én kinevezték a tengerészeti hatóság és a veszteglőintézet orvosának, utóbbi helyen a kolera és pestis bakteriológiai vizsgálataival végezte, ezeket betegségeket Indiában is tanulmányozta.
1911-ben Budapesten, Bécsben és Berlinben folytatott tanulmányokat fül-orr-gégészeti szakon. 1912 júliusában a fiumei betegsegélyző pénztár fül-orr-gége rendelését is vezette. Királyi tanári címmel tüntették ki a kolera behurcolása ellen végzett erőfeszítései elismeréseként.
1914 augusztusában önként vonult hadba, nyelvismereteinek köszönhetően hamar honvéd ezredorvos lett a zágrábi honvéd-csapatkórháznál. Az 1600 ágyas I. számú katonai tartalékkórház parancsnokaként szolgált, majd 1916 februárjától harctéri beosztásában volt tábori kórházparancsnok, később pedig mint törzsorvos 24 hónapot dolgozott az arcvonalban. 1918 decemberében tért haza Oroszországból.
Ezután 1924-ig volt fülész-gégész rendelő orvos a fiumei munkásbetegsegélyzőnél, majd 1923-ban egészségügyi főtanácsosi címmel tüntették ki. Miután Fiume Olaszországhoz került, nem akarta felvenni az olasz állampolgárságot, ezért ideiglenesen nyugdíjazott tengerészeti orvosként vissza.
1924. május 1-jén kinevezték a gyulai állami kórház igazgatójává. Itt felépített egy zárdát a kórház irgalmas nővérei számára, az intézményben megnyitotta a gyakorló orvosi internátust, új szülészeti-nőgyógyászati osztályt valamint fénykezelési és új röntgenintézet hozott létre. Az elmebetegek tanyarendszerű foglalkoztatásának és elhelyezésének megszervezésén is munkálkodott, a kórház majorját helyreállította, és egy sertéstenyésztő telepet állított fel. A kezdeményezésére épült fel egy két emeletes pavilon az új kórházhoz, amit a gyógyíthatatlan elmebeteg gyermekek részére rendezett be. Szorgalmazta egy családi ápolási telep létrehozását Endrődön a gyógyult trachomás elmebetegek részére, és önálló bőr-bujakórososztályt létesített, új mosodát és gépházat építtetett.
A királyi orvosegyesület, a budapesti dermatológiai és urológiai egyesület, a Deutsche Dermatologische Gesellschaft és a közkórházi orvostársaság rendes tagja volt.
Sok cikket írt az orvosi szaklapokba.

## Munkái
- A prurigoról. Két eset kapcsán. Bpest, 1898. (Különnyomat az Orvosi Hetilapból).
- Morphologiai vérleletek ázsiai choleránál. Uo. 1899.